# Vadim Rață
Vadim Rață (Chișinău, 5 maggio 1993) è un calciatore moldavo, centrocampista dell'U Cluj e della nazionale moldava.

## Carriera

### Club
Ha giocato nella massima serie moldava e in quella rumena.

### Nazionale
Ha giocato nelle nazionali giovanili moldave Under-17, Under-19 ed Under-21.
Nel 2015 ha esordito in nazionale.

## Statistiche

### Cronologia presenze e reti in nazionale
| Cronologia completa delle presenze e delle reti in nazionale ― Moldavia | Cronologia completa delle presenze e delle reti in nazionale ― Moldavia | Cronologia completa delle presenze e delle reti in nazionale ― Moldavia | Cronologia completa delle presenze e delle reti in nazionale ― Moldavia | Cronologia completa delle presenze e delle reti in nazionale ― Moldavia | Cronologia completa delle presenze e delle reti in nazionale ― Moldavia | Cronologia completa delle presenze e delle reti in nazionale ― Moldavia | Cronologia completa delle presenze e delle reti in nazionale ― Moldavia |
| Data                                                                    | Città                                                                   | In casa                                                                 | Risultato                                                               | Ospiti                                                                  | Competizione                                                            | Reti                                                                    | Note                                                                    |
| ----------------------------------------------------------------------- | ----------------------------------------------------------------------- | ----------------------------------------------------------------------- | ----------------------------------------------------------------------- | ----------------------------------------------------------------------- | ----------------------------------------------------------------------- | ----------------------------------------------------------------------- | ----------------------------------------------------------------------- |
| 14-2-2015                                                               | Aksu                                                                    | Romania                                                                 | 2 – 1                                                                   | Moldavia                                                                | Amichevole                                                              | -                                                                       | 46’                                                                     |
| 18-2-2015                                                               | Aksu                                                                    | Moldavia                                                                | 1 – 1                                                                   | Kazakistan                                                              | Amichevole                                                              | -                                                                       | 57’                                                                     |
| 9-6-2015                                                                | Lussemburgo                                                             | Lussemburgo                                                             | 0 – 0                                                                   | Moldavia                                                                | Amichevole                                                              | -                                                                       | 66’                                                                     |
| 26-2-2018                                                               | Gedda                                                                   | Arabia Saudita                                                          | 3 – 0                                                                   | Moldavia                                                                | Amichevole                                                              | -                                                                       | 65’                                                                     |
| 14-11-2019                                                              | Saint-Denis                                                             | Francia                                                                 | 2 – 1                                                                   | Moldavia                                                                | Qual. Euro 2020                                                         | 1                                                                       | 34’ 81’                                                                 |
| 17-11-2019                                                              | Chișinău                                                                | Moldavia                                                                | 1 – 2                                                                   | Islanda                                                                 | Qual. Euro 2020                                                         | -                                                                       | 49’                                                                     |
| 9-1-2020                                                                | Doha                                                                    | Svezia                                                                  | 1 – 0                                                                   | Moldavia                                                                | Amichevole                                                              | -                                                                       | 72’                                                                     |
| 3-9-2020                                                                | Parma                                                                   | Moldavia                                                                | 1 – 1                                                                   | Kosovo                                                                  | UEFA Nations League 2020-2021 - 1º turno                                | -                                                                       | 81’                                                                     |
| 6-9-2020                                                                | Lubiana                                                                 | Slovenia                                                                | 1 – 0                                                                   | Moldavia                                                                | UEFA Nations League 2020-2021 - 1º turno                                | -                                                                       | 27’ 69’                                                                 |
| 7-10-2020                                                               | Firenze                                                                 | Italia                                                                  | 6 – 0                                                                   | Moldavia                                                                | Amichevole                                                              | -                                                                       | 77’                                                                     |
| 11-10-2020                                                              | Amarousio                                                               | Grecia                                                                  | 2 – 0                                                                   | Moldavia                                                                | UEFA Nations League 2020-2021 - 1º turno                                | -                                                                       | 66’                                                                     |
| 14-10-2020                                                              | Chișinău                                                                | Moldavia                                                                | 0 – 4                                                                   | Slovenia                                                                | UEFA Nations League 2020-2021 - 1º turno                                | -                                                                       |                                                                         |
| 12-11-2020                                                              | Chișinău                                                                | Moldavia                                                                | 0 – 0                                                                   | Russia                                                                  | Amichevole                                                              | -                                                                       | 37’                                                                     |
| 15-11-2020                                                              | Chișinău                                                                | Moldavia                                                                | 0 – 2                                                                   | Grecia                                                                  | UEFA Nations League 2020-2021 - 1º turno                                | -                                                                       | 62’                                                                     |
| 18-11-2020                                                              | Pristina                                                                | Kosovo                                                                  | 1 – 0                                                                   | Moldavia                                                                | UEFA Nations League 2020-2021 - 1º turno                                | -                                                                       | 38’                                                                     |
| 25-3-2021                                                               | Chișinău                                                                | Moldavia                                                                | 1 – 1                                                                   | Fær Øer                                                                 | Qual. Mondiali 2022                                                     | -                                                                       | 35’ 86’                                                                 |
| 28-3-2021                                                               | Herning                                                                 | Danimarca                                                               | 8 – 0                                                                   | Moldavia                                                                | Qual. Mondiali 2022                                                     | -                                                                       |                                                                         |
| 31-3-2021                                                               | Chișinău                                                                | Moldavia                                                                | 1 – 4                                                                   | Israele                                                                 | Qual. Mondiali 2022                                                     | -                                                                       | 3’ 62’                                                                  |
| 3-6-2021                                                                | Paderborn                                                               | Turchia                                                                 | 2 – 0                                                                   | Moldavia                                                                | Amichevole                                                              | -                                                                       |                                                                         |
| 6-6-2021                                                                | Chișinău                                                                | Moldavia                                                                | 1 – 0                                                                   | Azerbaigian                                                             | Amichevole                                                              | -                                                                       | 59’                                                                     |
| 4-9-2021                                                                | Glasgow                                                                 | Scozia                                                                  | 1 – 0                                                                   | Moldavia                                                                | Qual. Mondiali 2022                                                     | -                                                                       |                                                                         |
| 7-9-2021                                                                | Tórshavn                                                                | Fær Øer                                                                 | 2 – 1                                                                   | Moldavia                                                                | Qual. Mondiali 2022                                                     | -                                                                       |                                                                         |
| 9-10-2021                                                               | Chișinău                                                                | Moldavia                                                                | 0 – 4                                                                   | Danimarca                                                               | Qual. Mondiali 2022                                                     | -                                                                       |                                                                         |
| 12-10-2021                                                              | Be'er Sheva                                                             | Israele                                                                 | 2 – 1                                                                   | Moldavia                                                                | Qual. Mondiali 2022                                                     | -                                                                       | 90’                                                                     |
| 12-11-2021                                                              | Chișinău                                                                | Moldavia                                                                | 0 – 2                                                                   | Scozia                                                                  | Qual. Mondiali 2022                                                     | -                                                                       | 77’                                                                     |
| 24-3-2022                                                               | Chișinău                                                                | Moldavia                                                                | 1 – 2                                                                   | Kazakistan                                                              | UEFA Nations League 2020-2021 - Play-out                                | -                                                                       |                                                                         |
| 29-3-2022                                                               | Astana                                                                  | Kazakistan                                                              | 0 – 1 dts (5 – 4 dtr)                                                   | Moldavia                                                                | UEFA Nations League 2020-2021 - Play-out                                | -                                                                       | 27’                                                                     |
| 3-6-2022                                                                | Vaduz                                                                   | Liechtenstein                                                           | 0 – 2                                                                   | Moldavia                                                                | UEFA Nations League 2022-2023 - 1º turno                                | -                                                                       |                                                                         |
| 6-6-2022                                                                | Andorra la Vella                                                        | Andorra                                                                 | 0 – 0                                                                   | Moldavia                                                                | UEFA Nations League 2022-2023 - 1º turno                                | -                                                                       | 83’                                                                     |
| 10-6-2022                                                               | Chișinău                                                                | Moldavia                                                                | 2 – 4                                                                   | Lettonia                                                                | UEFA Nations League 2022-2023 - 1º turno                                | -                                                                       |                                                                         |
| 14-6-2022                                                               | Chișinău                                                                | Moldavia                                                                | 2 – 1                                                                   | Andorra                                                                 | UEFA Nations League 2022-2023 - 1º turno                                | -                                                                       | 79’                                                                     |
| 25-9-2022                                                               | Chișinău                                                                | Moldavia                                                                | 2 – 0                                                                   | Liechtenstein                                                           | UEFA Nations League 2022-2023 - 1º turno                                | -                                                                       |                                                                         |
| 16-11-2022                                                              | Chișinău                                                                | Moldavia                                                                | 1 – 2                                                                   | Azerbaigian                                                             | Amichevole                                                              | -                                                                       | 29’ 84’                                                                 |
| 20-11-2022                                                              | Chișinău                                                                | Moldavia                                                                | 0 – 5                                                                   | Romania                                                                 | Amichevole                                                              | -                                                                       |                                                                         |
| 24-3-2023                                                               | Chișinău                                                                | Moldavia                                                                | 1 – 1                                                                   | Fær Øer                                                                 | Qual. Euro 2024                                                         | -                                                                       | cap.                                                                    |
| 27-3-2023                                                               | Chișinău                                                                | Moldavia                                                                | 0 – 0                                                                   | Rep. Ceca                                                               | Qual. Euro 2024                                                         | -                                                                       | Cap.                                                                    |
| 17-6-2023                                                               | Tirana                                                                  | Albania                                                                 | 2 – 0                                                                   | Moldavia                                                                | Qual. Euro 2024                                                         | -                                                                       | cap.                                                                    |
| 7-9-2023                                                                | Linz                                                                    | Austria                                                                 | 1 – 1                                                                   | Moldavia                                                                | Amichevole                                                              | -                                                                       | cap. 73’                                                                |
| 10-9-2023                                                               | Tórshavn                                                                | Fær Øer                                                                 | 0 – 1                                                                   | Moldavia                                                                | Qual. Euro 2024                                                         | 1                                                                       | cap. 77’                                                                |
| 12-10-2023                                                              | Solna                                                                   | Svezia                                                                  | 3 – 1                                                                   | Moldavia                                                                | Amichevole                                                              | -                                                                       | cap. 57’                                                                |
| 15-10-2023                                                              | Varsavia                                                                | Polonia                                                                 | 1 – 1                                                                   | Moldavia                                                                | Qual. Euro 2024                                                         | -                                                                       | cap. 79’                                                                |
| 17-11-2023                                                              | Chișinău                                                                | Moldavia                                                                | 1 – 1                                                                   | Albania                                                                 | Qual. Euro 2024                                                         | -                                                                       | cap. 11’                                                                |
| 20-11-2023                                                              | Olomouc                                                                 | Rep. Ceca                                                               | 3 – 0                                                                   | Moldavia                                                                | Qual. Euro 2024                                                         | -                                                                       | cap. 78’                                                                |
| 22-3-2024                                                               | Boztepe                                                                 | Macedonia del Nord                                                      | 1 – 1                                                                   | Moldavia                                                                | Amichevole                                                              | -                                                                       | cap. 80’                                                                |
| 26-3-2024                                                               | Boztepe                                                                 | Isole Cayman                                                            | 0 – 4                                                                   | Moldavia                                                                | Amichevole                                                              | -                                                                       | cap. 46’                                                                |
| 8-6-2024                                                                | Chișinău                                                                | Moldavia                                                                | 3 – 2                                                                   | Cipro                                                                   | Amichevole                                                              | -                                                                       | cap.                                                                    |
| 11-6-2024                                                               | Chișinău                                                                | Moldavia                                                                | 0 – 4                                                                   | Ucraina                                                                 | Amichevole                                                              | -                                                                       | cap. 78’                                                                |
| 7-9-2024                                                                | Chișinău                                                                | Moldavia                                                                | 2 – 0                                                                   | Malta                                                                   | UEFA Nations League 2024-2025 - 1º turno                                | -                                                                       | cap.                                                                    |
| 10-9-2024                                                               | Chișinău                                                                | Moldavia                                                                | 1 – 0                                                                   | San Marino                                                              | Amichevole                                                              | 1                                                                       | cap. 62’                                                                |
| 10-10-2024                                                              | Chișinău                                                                | Moldavia                                                                | 2 – 0                                                                   | Andorra                                                                 | UEFA Nations League 2024-2025 - 1º turno                                | -                                                                       | cap. 82’                                                                |
| 13-10-2024                                                              | Ta' Qali                                                                | Malta                                                                   | 1 – 0                                                                   | Moldavia                                                                | UEFA Nations League 2024-2025 - 1º turno                                | -                                                                       | cap. 87’                                                                |
| 16-11-2024                                                              | Andorra la Vella                                                        | Andorra                                                                 | 0 – 1                                                                   | Moldavia                                                                | UEFA Nations League 2024-2025 - 1º turno                                | -                                                                       | cap. 18’                                                                |
| 19-11-2024                                                              | Gibilterra                                                              | Gibilterra                                                              | 1 – 1                                                                   | Moldavia                                                                | Amichevole                                                              | -                                                                       | cap.                                                                    |
| 22-3-2025                                                               | Chișinău                                                                | Moldavia                                                                | 0 – 5                                                                   | Norvegia                                                                | Qual. Mondiali 2026                                                     | -                                                                       | cap. 78’ 81’                                                            |
| 25-3-2025                                                               | Chișinău                                                                | Moldavia                                                                | 2 – 3                                                                   | Estonia                                                                 | Qual. Mondiali 2026                                                     | -                                                                       | cap. 64’                                                                |
| 6-6-2025                                                                | Varsavia                                                                | Polonia                                                                 | 2 – 0                                                                   | Moldavia                                                                | Amichevole                                                              | -                                                                       | cap. 78’                                                                |
| Totale                                                                  |                                                                         | Presenze                                                                | 56                                                                      |                                                                         | Reti                                                                    | 3                                                                       |                                                                         |